# Bateries de liti metall

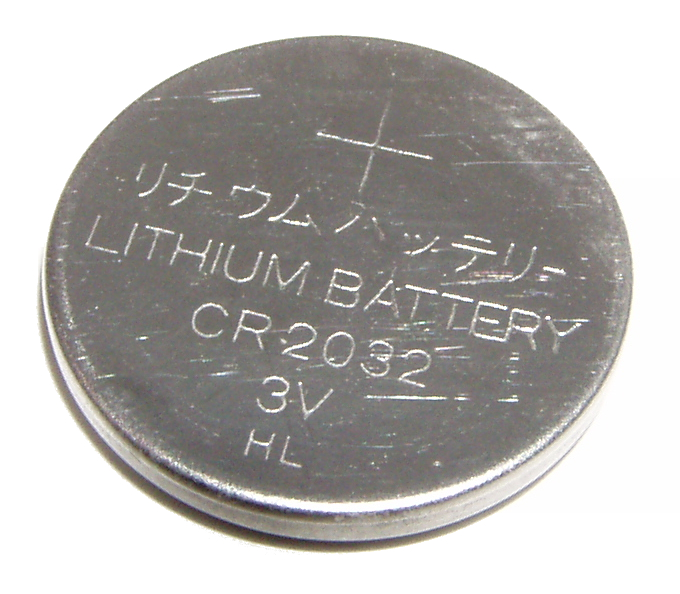
Pila de botó de liti anomenada CR2032.

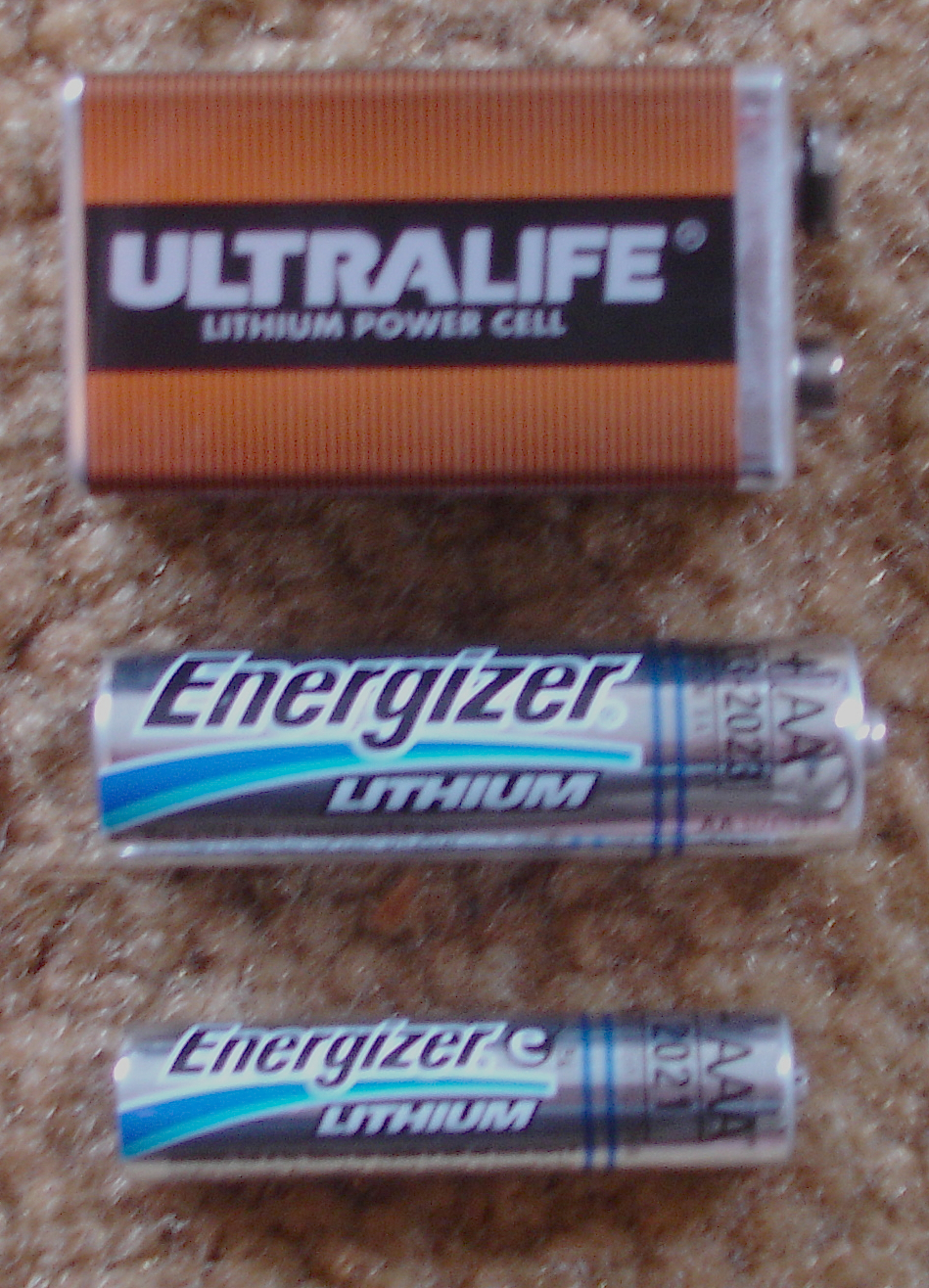
Mides de liti de 9 volts, AA i AAA. L'objecte superior és una bateria de tres cèl·lules de diòxid de liti-manganès, les dues inferiors són cèl·lules de disulfur de liti i ferro i són compatibles amb cèl·lules alcalines d'1,5 volts.

Les bateries de liti metall són bateries primàries (piles, o sigui no recarregables) que tenen liti metàl·lic com a ànode. Aquest tipus de bateries també s'anomenen bateries de liti-metall després que s'haguessin inventat les bateries d'ions de liti. La majoria de bateries de liti metall no són recarregables. Tanmateix, també s'estan desenvolupant bateries recarregables de liti metall. Des de l'any 2007, la normativa de mercaderies perilloses diferencia entre les bateries de liti metàl·lic (UN 3090) i les bateries d'ions de liti (UN 3480).
Es distingeixen d'altres bateries per la seva alta densitat de càrrega i el seu alt cost per unitat. Segons el disseny i els compostos químics utilitzats, les cèl·lules de liti poden produir tensions a partir de 1,5 V (comparable a una bateria de zinc-carboni o alcalina) a uns 3,7 V.
Les bateries de liti primàries d'un sol ús s'han de distingir de les secundàries d'ió de liti o d'un polímer de liti, que són bateries recarregables i no contenen liti metàl·lic. El liti és especialment útil, perquè els seus ions es poden disposar per moure's entre l'ànode i el càtode, utilitzant un compost de liti intercalat com a material del càtode, però sense utilitzar metall de liti com a material de l'ànode. El liti pur reaccionarà instantàniament amb l'aigua, o fins i tot amb la humitat de l'aire; el liti de les bateries d'ions de liti és un compost menys reactiu.
Les bateries de liti s'utilitzen àmpliament en dispositius electrònics de consum portàtils. El terme "bateria de liti" es refereix a una família de diferents químiques de metall-liti, que inclou molts tipus de càtodes i electròlits però tots amb liti metàl·lic com a ànode. La bateria requereix de 0,15 a 0,3 kg de liti per kWh. Tal com es dissenyen, aquests sistemes primaris utilitzen un càtode carregat, que és un material electroactiu amb vacants cristal·logràfiques que s'omplen gradualment durant la descàrrega.
El tipus de cèl·lula de liti més comú que s'utilitza en aplicacions de consum utilitza liti metàl·lic com a ànode i diòxid de manganès com a càtode, amb una sal de liti dissolta en un dissolvent orgànic com a electròlit.

## Aplicacions
Les bateries de liti troben aplicació en molts dispositius crítics de llarga vida, com ara marcapassos i altres dispositius mèdics electrònics implantables. Aquests dispositius utilitzen bateries de iodur de liti especialitzades dissenyades per durar 15 anys o més. Però per a altres aplicacions menys crítiques, com ara joguines, la bateria de liti pot durar més que el dispositiu. En aquests casos, pot ser que una bateria de liti cara no sigui rendible.
Les bateries de liti es poden utilitzar en lloc de les cèl·lules alcalines normals en molts dispositius, com ara rellotges i càmeres. Tot i que són més costoses, les cèl·lules de liti proporcionaran una vida útil molt més llarga, minimitzant així la substitució de la bateria. Tanmateix, s'ha de prestar atenció a la tensió més alta desenvolupada per les cèl·lules de liti abans d'utilitzar-les com a reemplaçament en dispositius que normalment utilitzen cèl·lules de zinc normals.